# ファンヒーター
ファンヒーターは灯油、ガス燃料を燃焼させたり、電気ヒーター（発熱体）を熱源とし、送風ファンにより発生した熱を温風として室内に放出させる暖房器具の一種である。

## ファンヒーターの種類
- 灯油を燃焼させて熱源とする暖房器具。⇒石油ファンヒーターを参照。
- ガス燃料を燃焼させて熱源とする暖房器具。⇒ガス器具#ガスファンヒーターを参照。
- 電気ヒーター（発熱体）を熱源とする暖房器具（電気ストーブ）。
  - セラミックファンヒーター
  - 電気蓄熱暖房機や電気炬燵のヒーターユニットにもファンを持つものがある。